# Liste der Bodendenkmale in Neuberend
In der Liste der Bodendenkmale in Neuberend sind die Bodendenkmale der Gemeinde Neuberend nach dem Stand der Bodendenkmalliste des Archäologischen Landesamts Schleswig-Holstein von 2016 aufgelistet. Die Baudenkmale sind in der Liste der Kulturdenkmale in Neuberend aufgeführt.
| Denkmal-ID           | Befundart            | Bezeichnung            | Zeitstellung                 | Lage | Bemerkungen                                            | Bild |
| -------------------- | -------------------- | ---------------------- | ---------------------------- | ---- | ------------------------------------------------------ | ---- |
| aKD-ALSH-Nr. 003 833 | Grabmal > Grabhügel  | Grabhügel „Swarteberg“ | Vor- und/oder Frühgeschichte |      |                                                        |      |
| aKD-ALSH-Nr. 003 834 | Grabmal > Kriegsgrab | Kriegsgrab             | Neuzeit                      |      | Soldatengrab aus der Zeit der deutsch-dänischen Kriege |      |